# Osini
Osini – miejscowość i gmina we Włoszech, w regionie Sardynia, w prowincji Nuoro.
Według danych na rok 2004 gminę zamieszkiwało 947 osób, 24,3 os./km². Graniczy z Cardedu, Gairo, Jerzu, Lanusei, Loceri, Tertenia, Ulassai i Ussassai.